# Economia della Repubblica romana
Come in gran parte delle società del mondo classico anche l'economia dell'età repubblicana dell'antica Roma (dal V al I secolo a.C.) era essenzialmente, se non esclusivamente, basata sulla produzione e la distribuzione di prodotti agricoli (gran parte della produzione era, tuttavia, rivolta all'autoconsumo).
La classe degli aristocratici (patrizi), che nell'epoca presa in esame corrispondeva anche al ceto sociale più ricco, era costituita prevalentemente dai grandi proprietari fondiari, che seguivano personalmente la conduzione delle aziende agricole (ville rustiche). Solo nella tarda età repubblicana cominciò ad affermarsi economicamente la classe sociale degli equites, che traeva le proprie ricchezze non dall'agricoltura, bensì dal commercio, dalle industrie e dalla finanza (riscossione delle imposte e prestiti a interesse).

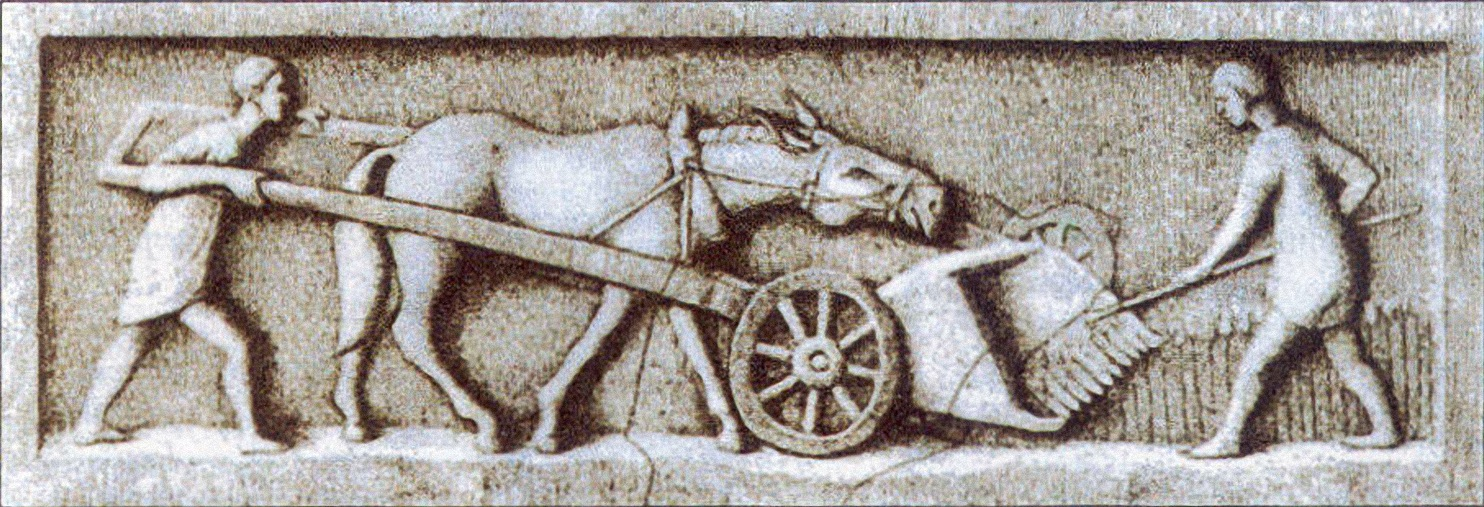
Un'economia basata sull'agricoltura.

## Economia della prima età repubblicana (V secolo a.C. - III secolo a.C.)

### Agricoltura e allevamento
Nella prima età repubblicana la forma più comune di azienda agricola era quella basata sulla piccola proprietà, in cui il padrone lavorava personalmente il podere con l'ausilio di schiavi o braccianti liberi salariati. Il piccolo proprietario coltivava un po' tutti i prodotti (policoltura). Solo una piccola parte dei prodotti agricoli coltivati dai nuclei familiari nelle loro piccole proprietà finiva sul mercato; la maggior parte era destinata al fabbisogno della famiglia del proprietario terriero. Il prodotto principalmente coltivato era il grano. Nell'allevamento prevalevano gli ovini, mentre bovini ed equini erano utilizzati per i lavori nelle campagne.

### Industria
Dato che l'economia romana era marcatamente rurale, quando si parla di industria nell'età repubblicana dell'antica Roma non si intende altro che le attività artigianali, i cui prodotti (come quelli agricoli) erano spesso destinati non tanto alla commercializzazione, quanto piuttosto alle necessità familiari.

### Commercio
Il commercio nella prima età repubblicana era legato principalmente al bestiame e praticato mediante il baratto (la parola pecunia, moneta, deriva appunto da pecus, bestiame). A Roma i mercati settimanali, in particolare quello del bestiame, si tenevano nell'area del Foro Boario, tra l'Aventino e l'Isola Tiberina. Oltre al mercato del bestiame e delle carni si svilupparono quello delle erbe (Forum olitorium) e delle "ghiottonerie" (Forum cuppedinis). Infine, con la crescita delle città, a partire dalla metà del III secolo a.C. in poi si diffusero, per lo più in prossimità del foro cittadino, quelli che oggi chiameremmo i "centri commerciali" dell'epoca: i mercati generali (macellum).

### Moneta
Quando dal baratto si passò a un primo sistema monetario il valore dell'unità monetaria, consistente in una certa quantità di rame o di bronzo (aes rude), fu stabilito pari a quello di una pecora o di un bue. In seguito l'aes rude fu sostituito dalla prima moneta di bronzo, l'aes grave o asse librale (perché inizialmente era del peso di una libbra circa). Con l'aprirsi di Roma al commercio estero (in particolare con la Magna Grecia), nel III secolo a.C. comparvero le prime monete d'argento, coniate inizialmente dall'alleata Cuma (che disponeva di una zecca), fino a quando Roma stessa cominciò a battere moneta, producendo monete d'argento come il (Denario e il Vittoriato) e d'oro come l'(Aureo), che andarono ad affiancarsi a quelle di bronzo (Asse). Il (Sesterzio) durante la Repubblica era una piccola moneta d'argento del valore di 1/4 del denario (dopo la Riforma monetaria di Augusto designò invece una moneta di rame, o meglio in ottone (oricalco)). Le monete più preziose venivano utilizzate per le transazioni internazionali, quelle di minor valore, invece, per l'economia domestica.
La coerenza dell'insieme era assicurata da cambi fissi: un Aureo = 25 Denari = 100 Sesterzi = 400 Assi. Lo Stato per tutta la durata della Repubblica agì con prudenza e saggezza nella regolazione delle coniazioni (quantità di monete emesse, loro peso e titolo).

### Miniere
Il monopolio dei metalli e la proprietà delle miniere era detenuta dallo Stato.

### Economia e società: rapporti fra patrizi e plebei
Premesso che il concetto di classe sociale è estraneo al mondo antico, si può comunque affermare che una minoranza di grandi proprietari terrieri (patres o patrizi, che si trasmettevano di padre in figlio il diritto di sedere in Senato) dominava sul resto dei cittadini, che erano privi di diritti politici (ordine della plebs o (plebe). La plebs non era una "classe" omogenea, in quanto non comprendeva solo i poveri o i proletari nullatenenti, ma anche plebei ricchi, piccoli proprietari terrieri, artigiani e piccoli commercianti. Ai plebei ricchi interessava soprattutto avere un peso politico maggiore e accedere alle principali cariche pubbliche; i plebei poveri, invece, assillati dai problemi economici, chiedevano soprattutto l'abolizione della schiavitù per debiti (nexum), distribuzioni di terra e sovvenzioni da parte dello Stato. I rapporti fra plebei e patrizi erano complicati dal fatto che moltissimi plebei erano clienti di famiglie patrizie: dato che il povero non contava nulla ed era esposto a ogni sopruso i plebei più indigenti cercavano un protettore potente (patronus) fra i membri del patriziato, che li assistessero in tribunale e in ogni circostanza in cambio del voto alle elezioni nei vari comizi.
Per ottenere i diritti politici la plebe condusse una serie di dure lotte (conflitto degli ordini) dal V secolo a.C. al III secolo a.C.

### Economia ed espansionismo
Il conflitto di classe interno, unito alla sovrappopolazione e all'esigenza di migliorare le condizioni di vita delle classi meno agiate, finì per favorire l'espansione esterna: la conquista di nuovi territori permetteva, infatti, di distribuire nuove terre tra la plebe (anche se in realtà le distribuzioni di ager publicus finivano per lo più nelle mani dei più ricchi possidenti) e di "incanalare" verso l'esterno le tensioni, stimolando la coesione sociale. Grazie a questa spinta la Repubblica romana avviò un processo di espansione e colonizzazione che l'avrebbe trasformata, in due secoli, nella prima potenza della penisola italica.

## Cambiamenti economico-sociali nella tarda età repubblicana (II secolo a.C. - I secolo a.C.)
A partire dalle conquiste dell'Italia greca del principio del III secolo a.C. (in particolare Taranto e Siracusa) e poi di quelle del mediterranee (inizio del II secolo a.C.) fino al tempo di Cesare, il saccheggio di Paesi come il regno di Macedonia e la Grecia (dal 197 al 146 a.C.), Cartagine (146 a.C.), il regno di Pergamo lasciato a Roma in eredità (133 a.C.), il regno del Ponto dopo le campagne contro Mitridate (88-62 a.C.), la Siria seleucide conquistata da Pompeo (64-63 a.C.) e la Gallia prima meridionale e poi Comata da parte di Cesare (125-50 a.C.), portò nelle casse di Roma «così numerose spoglie provenienti da nazioni opulente che l'Urbe non fu capace di contenere il frutto delle sue vittorie».
Questo flusso di oro e opere d'arte portò un enorme movimento di capitali in una città che fino a quel momento era stata legata prevalentemente all'attività agricola. Oltre poi ai bottini di guerra si aggiungevano anche le indennità di guerra imposte ai Paesi conquistati e i nuovi tributi fatti pagare dai provinciali. Ciò produsse non solo un aumento dei salari e del costo della vita, con conseguenze soprattutto sul ceto sociale più povero, ma portarono anche alla svalutazione del denario. A tutto ciò si aggiunga un afflusso di masse di schiavi imponente; basti pensare che dopo la conquista di Cartagine vennero deportati 50.000 prigionieri di guerra e dopo le guerre contro Cimbri e Teutoni vennero immessi sul mercato cittadino ben 140.000 schiavi.

### Agricoltura: crisi della piccola proprietà e sviluppo del latifondo
A partire dal II secolo a.C. le continue guerre di conquista finirono per tenere lontani dal suolo italico e per lunghi anni i cittadini-soldati-agricoltori (piccoli proprietari terrieri) che prestavano servizio nell'esercito romano, con il risultato che le piccole aziende agricole, in mancanza del padrone (impegnato nell'esercito), non riuscivano più a rendere come in precedenza e le famiglie non erano più in grado di fare fronte al tributum, ovvero alle tasse che i possidenti dovevano pagare allo Stato. La piccola proprietà terriera, inoltre, era messa in crisi anche da altri elementi, portando a profonde trasformazioni dell'agricoltura italica:
- le conquiste avevano rovesciato sul mercato un gran numero di prigionieri di guerra venduti a basso prezzo come schiavi, ovvero manodopera a costo zero rispetto ai braccianti salariati e quindi più conveniente per i ricchi proprietari terrieri;
- la concorrenza dei prodotti d'oltremare provocava, infine, alla lunga il declino dei redditi agricoli dei piccoli proprietari italici, privi dei capitali necessari per aumentare la produttività e sostenere la competizione;
- la riduzione delle produzioni cerealicole (per l'afflusso di grano straniero e provinciale e quindi di scarso interesse commerciale) a vantaggio della coltura di piantagioni di ulivo e viti.[3]

I piccoli contadini furono così costretti a vendere i loro terreni, che ormai si andavano concentrando nelle mani di pochi e grandi latifondisti, a causa dell'indebitamento crescente, con il conseguente esodo rurale e proletarizzazione della popolazione urbana e in particolare di Roma, oppure a cambiare le loro pratiche rurali, con conseguente aumento dei costi, andando a produrre soprattutto olio e vino. I contadini ormai espropriati non avevano molte altre opportunità di lavoro: prima della riforma mariana del 107 a.C. e la possibilità di diventare soldato di professione gli ex piccoli possidenti potevano trovare impiego, se avevano fortuna, come braccianti salariati, altrimenti erano costretti a ingrossare le file del proletariato urbano.
Con l'estendersi del latifondo si passò dalla policoltura a una monocoltura estensiva e speculativa, cioè alla coltivazione su larga scala di un unico prodotto da vendere con profitto sul mercato. Alla coltura del grano si sostituì la coltivazione dell'olivo e della vite e l'allevamento di grandi mandrie di bestiame per soddisfare una crescente richiesta di latticini, carne, lana e pellame. I grandi latifondisti operarono tali scelte perché più redditizie: non richiedevano particolare specializzazione nella manodopera, si prestavano all'uso su larga scala degli schiavi e fornivano prodotti di facile smercio.

### Economia e società: divisione innobilitasepopulus
La quasi totale scomparsa della piccola proprietà a Roma e in Italia e la gestione dei tributi provenienti dalle province portò a un enorme arricchimento dei ceti già prima abbienti. Alla tradizionale distinzione tra patrizi e plebei subentrò progressivamente la divisione in nobilitas e populus. La nobilitas era costituita dall'insieme dei patrizi e dei plebei ricchi e potenti, ormai affiancatisi in Senato alle antiche famiglie nobiliari nella conduzione dello Stato e nella spartizione di tutte le principali cariche pubbliche. Il maggiore pericolo che correvano le 300 famiglie che controllavano il Senato non proveniva tanto dalle tensioni con il populus (basti pensare al fallimento dei tentativi di riforma sociale ed economica dei fratelli Gracchi tra il 133 a.C. e il 121 a.C.), quanto dall'influenza di personalità di spicco (Mario, Silla, Crasso, Pompeo, Cesare, Marco Antonio), che tentavano di sfruttare il loro prestigio ed il loro ascendente sull'esercito e sul populus per imporre una politica personale: tentativo coronato dal successo di Ottaviano, che dal 31 a.C. diede avvio alla fase imperiale della storia di Roma. Gran parte delle spese opulente dei ricchi, infatti, non riguardava il lusso, ma era un investimento "politico": consoli, magistrati, condottieri e dittatori elargivano al popolo feste e giochi spettacolari, gratifiche straordinarie ai propri legionari e costruivano per il popolo romano fori e teatri in cambio di voti, che permettevano di alimentare ulteriormente la loro "generosità". I voti potevano essere comprati anche direttamente (pare che in certi periodi il prezzo del voto fosse affisso nei termopoli (i bar dell'epoca).

### Industria, commercio e miniere nelle mani degliequites
Nel II secolo a.C., accanto all'aristocrazia senatoria, si andò formando, grazie allo sviluppo economico delle città e all'estendersi delle conquiste, un nuovo gruppo sociale, distinto nettamente dalla nobilitas e dal populus: gli equites o cavalieri. Erano coloro che potevano mantenere almeno un cavallo e militare così nella cavalleria, ma il termine passò a designare i ricchi che non appartenevano alla classe senatoria. Dato che ai senatori era tradizionalmente vietato commerciare, furono proprio i cavalieri a diventare imprenditori, appaltatori e mercanti (negotiatores), specializzati in attività produttive di tipo industriale e mercantile, realizzando alla fine profitti enormi, che consentivano loro di acquistare un prestigio e un'influenza enormi. Molti dei loro affari dipendevano da attività svolte per lo Stato: fornivano vestiario, armi e rifornimenti alle legioni; costruivano strade, acquedotti, edifici pubblici; sfruttavano le miniere; prestavano denaro a interesse (argentari) e riscuotevano le imposte e i vectigalia (pubblicani).